# Ford (Wisconsin)
Ford è un comune degli Stati Uniti, situato in Wisconsin, nella Contea di Taylor.